# Marc Romboy

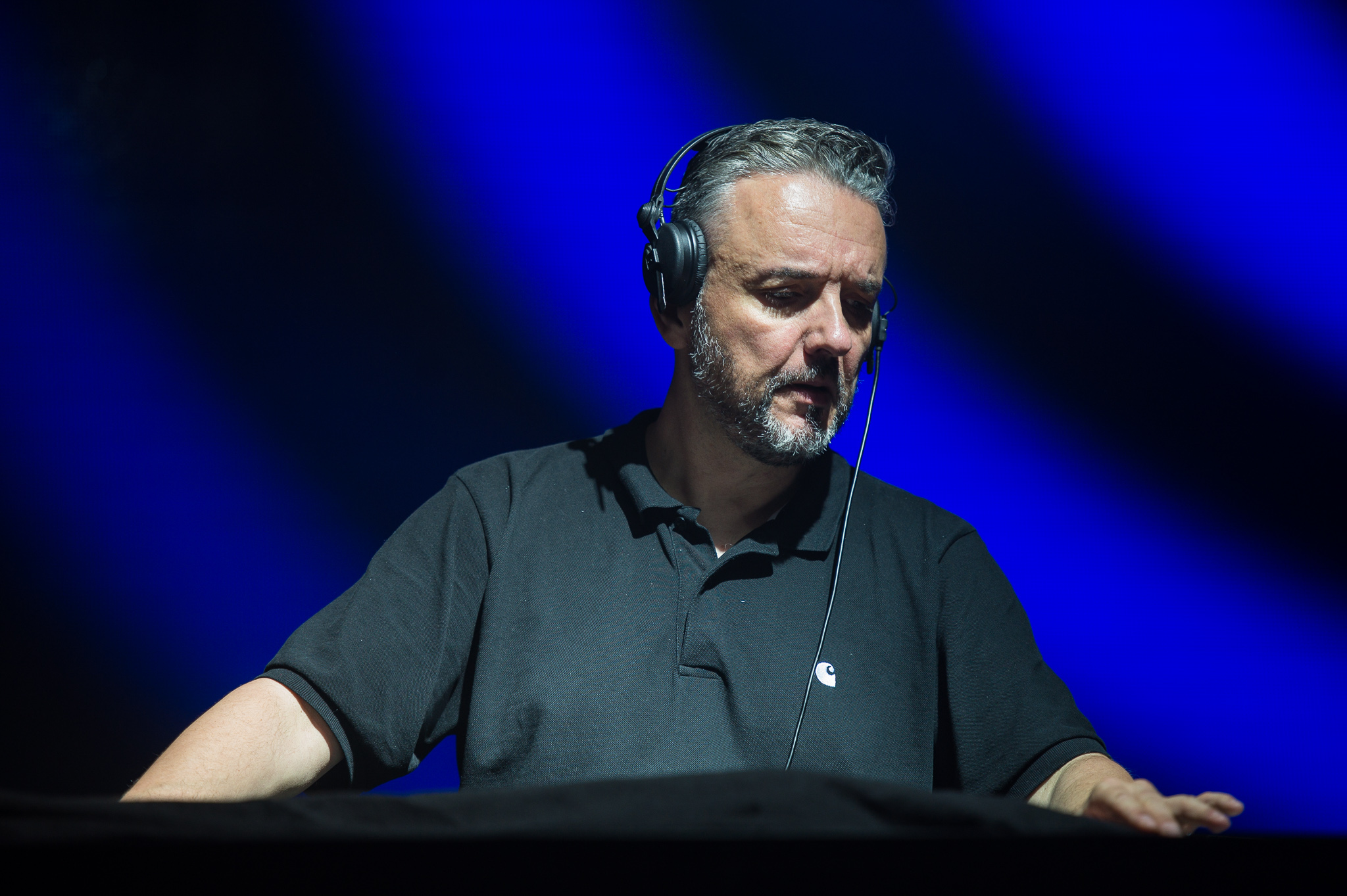
2017: Marc Romboy beim Deichbrand-Festival bei Cuxhaven

Marc Romboy (* 19. Juni 1970) aus Mönchengladbach ist ein deutscher Musikproduzent, DJ, Komponist und Labelchef im Bereich der elektronischen Musik. Er war auch an Musikprojekten wie Marc Et Claude (zusammen mit Partner Klaus Derichs) beteiligt.

## Leben
Als Romboy 1989 an der Heinrich-Heine-Universität Düsseldorf begann Humanmedizin zu studieren, wurde er zum Mitstreiter der aufstrebenden Düsseldorfer Technoszene, die hauptsächlich in Clubs wie dem Ratinger Hof, Relax and Tor 3, aber auch in Plattenläden wie Sounds Good und Studio 33 ihren Nährboden fand.
1992 veröffentlichte Romboy zusammen mit Jürgen Driessen, Stefan Bossems und Klaus Derichs seine erste Schallplatte unter dem Pseudonym Unknown Structure auf dem Erkrather Independentlabel Adam & Eve Records.
1993 gründete Romboy mit Klaus Derichs sein erstes Plattenlabel namens Le Petit Prince, das bereits ein Jahr später in den deutschen Fachmagazinen Raveline und Groove zum Label des Jahres gekürt wurde und anschließend weltweit bekannte Chartacts wie RMB, Future Breeze und Emmanuel Top zutage brachte.
1998 veröffentlichte Romboy mit Klaus Derichs und Jürgen Driessen unter dem Pseudonym Marc Et Claude den Titel La, der in Großbritannien die Top 30 der Singleverkaufscharts erreichte. 2000 folgte I Need Your Lovin' (Like The Sunshine), eine Coverversion von Everybody's Got To Learn Sometimes der Korgis. Der Titel erreicht Platz 12 der  britischen Singlecharts und wurde bei der englischen Ausgabe von Top of the Pops aufgeführt.
2004 gründete Marc Romboy das Label Systematic Recordings, bei dem Produktionen von Künstlern wie Stephan Bodzin, Laurent Garnier, Robert Babicz, Robert Owens, Blake Baxter und Romboy selbst erschienen.
2006 erschien mit Gemini das Albumdebüt von Marc Romboy, gefolgt von der Mix-CD Picture Of Now gegen Ende desselben Jahres. Im Jahr 2008 erschien sein Album Contrast, gefolgt von Luna 2011 in Kooperation mit Stephan Bodzin. 2012 erschien Taiyo mit dem japanischen Techno DJ Ken Ishii. 2017 erschienen zwei Neo-Classical Alben, Voyage De La Planète und Reconstructing Debussy mit den Dortmunder Philharmonikern.
Im Dezember 2016 realisierte Romboy in Zusammenarbeit mit den Dortmunder Philharmonikern und dem Violinisten und Konzertmeister Miki Kekenj ein klassisches Konzert, bei dem er, begleitet von experimentellen Synthesizerklängen, mit dem Orchester Claude Debussys dreiteiliges Werk La Mer in einer remixartigen Interpretation darbietet. Das Konzert wurde in voller Länge vom Internet-TV-Sender Boiler Room TV ausgestrahlt.
Neben seinen eigenen Veröffentlichungen auf Labels wie Kompakt und Innervisions ist Romboy seit 2005 weltweit mit Auftritten in Clubs und auf Festivals unterwegs. Er spielte in allen renommierten Clubs wie Berghain (Berlin), Watergate (Berlin), Rex (Paris), D-Edge (Sao Paulo), Womb (Tokyo) und Output (New York).

## Diskographie
- Gemini (2006)
- Contrast (2008)
- 6 Monde (2009)
- Luna (2011)
- Taiyo (2012)
- Shades (2014)
- Voyage De La Planète (2017)
- Reconstructing Debussy (2017)